# Ubasute

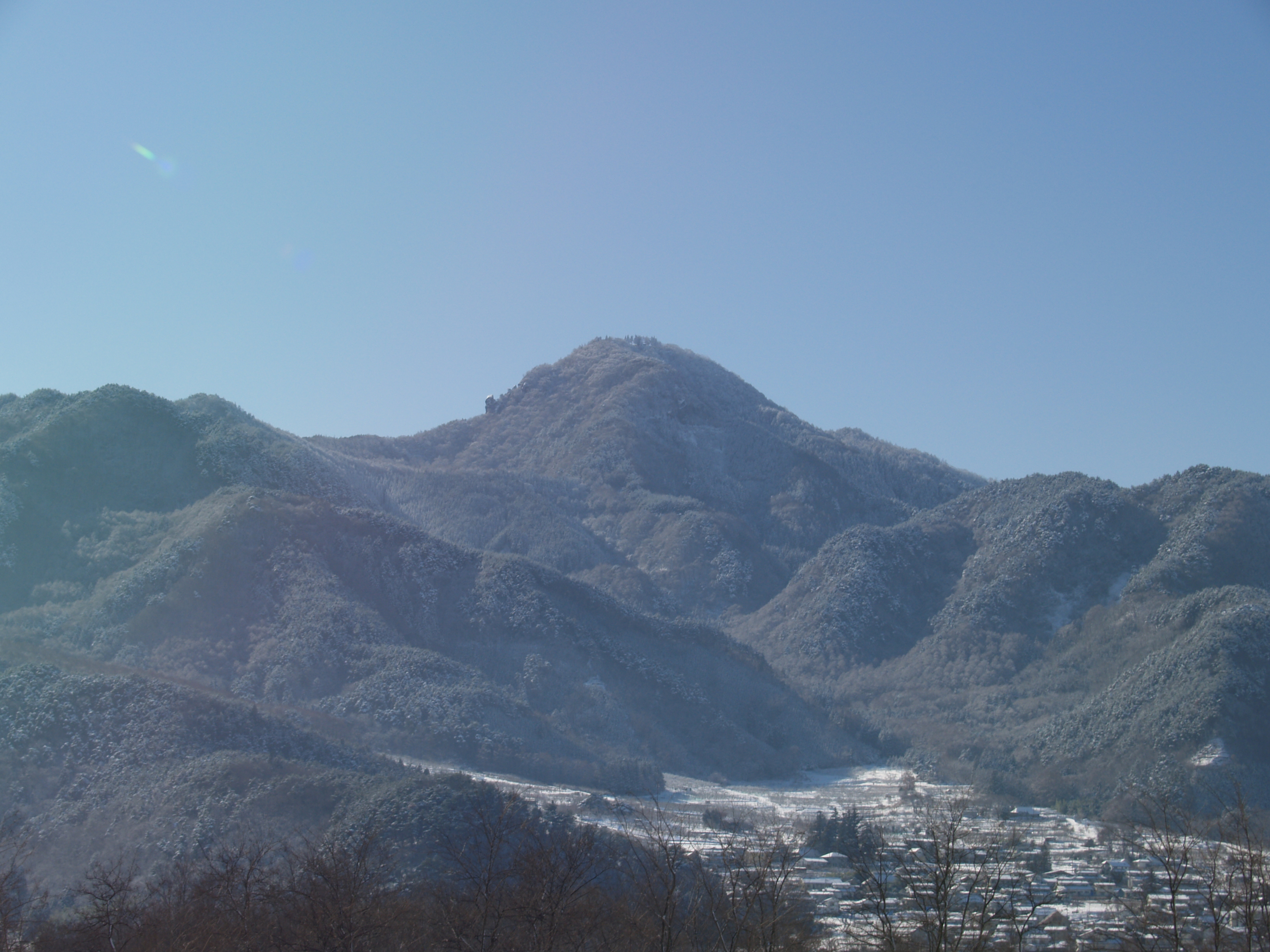
Der Berg Ubasute-yama (Bildmitte) in der Präfektur Nagano

Als Ubasute  (jap. 姥捨て, dt. wörtl. „Eine alte Frau zurücklassen“), auch Obasute oder Oyasute (jap. 親捨, dt. wörtl. „Ein Elternteil zurücklassen“), wird eine angebliche japanische Tradition bezeichnet, welche im späten 18. und 19. Jahrhundert praktiziert worden sein soll. In dieser Zeit sollen verarmte Familien während Hungersnöten Kleinkinder wie auch pflegebedürftige Senioren in besonders dichten Wäldern und/oder schwer zugänglichen Bergregionen ausgesetzt und zum Sterben zurückgelassen haben. Dass diese Praxis jemals wirklich existiert hat, ist weder historisch noch archäologisch nachgewiesen, sie wird jedoch bis heute als urbane Legende überliefert und sogar in Theaterstücken und Dramafilmen (zum Beispiel in Narayama Bushikō) aufgegriffen und thematisiert. Bestimmten Orten in Japan wie dem Ubasute-yama-Berg in der Präfektur Nagano und dem berüchtigten Aokigahara-Wald in der Präfektur Yamanashi wird nachgesagt, dass dort die Geister von Ubasute-Opfern hausen würden.